# Božov Potok
Božov Potok (cyr. Божов Поток) – wieś w Serbii, w okręgu zlatiborskim, w gminie Sjenica. W 2011 roku liczyła 111 mieszkańców.